# 18e étape du Tour de France 2005
Pour un article plus général, voir Tour de France 2005.
La 18e étape du Tour de France 2005 entre Albi et Mende a eu lieu le 21 juillet 2005 sur une distance de 189 km. C'est une étape plutôt adaptée aux coureurs baroudeurs avec une fin de course en altitude. La ligne d'arrivée se situe, comme en 1995 sur la piste de l'aérodrome de Mende - Brenoux.

## Déroulement de la course
Au 50e km un groupe de 10 coureurs, non positionnés dans les classements généraux, parvient à prendre le large. À 25 km de l'arrivée le groupe possède une avance d'un quart d'heure sur le peloton.
À la montée de l'avant dernier sommet, la côte de Chabrits, Carlos Da Cruz parvient à distancer le groupe de tête et à les devancer d'une vingtaine de secondes mais il est repris peu après. Près de l'arrivée c'est Axel Merckx, Cédric Vasseur et Marcos Serrano qui parviennent à distancer les autres coureurs et c'est finalement l'Espagnol Marcos Serrano de l'équipe cycliste Liberty Seguros qui parvient à finir le premier l'étape en solitaire suivi à 27 secondes par Vasseur et Merckx.
À l'arrière, sous la pression de Ivan Basso c'est Michael Rasmussen qui est distancé des leaders du classement général. Jan Ullrich se rapproche ainsi du podium, ayant repris 35 secondes sur Rasmussen, et à l'avant veille du contre-la-montre individuel dont il est un des spécialistes.

## Sprints intermédiaires
1er sprint intermédiaire à Villefranche-d'Albigeois (13 km)
| Premier   | Johan Vansummeren, 6 pts. et 6 s    |
| Second    | Alexandre Vinokourov, 4 pts. et 4 s |
| Troisième | Christophe Moreau, 2 pts. et 2 s    |

2e sprint intermédiaire à Le Massegros (138 km)
| Premier   | Carlos Da Cruz, 6 pts. et 6 s  |
| Second    | Xabier Zandio, 4 pts. et 4 s   |
| Troisième | Thomas Voeckler, 2 pts. et 2 s |

## Classement du maillot à pois de la montagne
Côte de la Bessède Catégorie 4 (53 km)
| Premier   | Xabier Zandio, 3 pts.    |
| Second    | Matthias Kessler, 2 pts. |
| Troisième | Axel Merckx, 1 pts.      |

Côte de Raujolles Catégorie 3 (99 km)
| Premier   | Carlos Da Cruz, 4 pts. |
| Second    | Axel Merckx, 3 pts.    |
| Troisième | Luke Roberts, 2 pts.   |
| Quatrième | Cédric Vasseur, 1 pts. |

Côte de Boyne Catégorie 2 (159,5 km)
| Premier   | Carlos Da Cruz, 10 pts.  |
| Second    | Matthias Kessler, 9 pts. |
| Troisième | Xabier Zandio, 8 pts.    |
| Quatrième | Marcos Serrano, 7 pts.   |
| Cinquième | Cédric Vasseur, 6 pts.   |
| Sixième   | Luke Roberts, 5 pts.     |

Côte de Chabrits Catégorie 3 (180 km)
| Premier   | Axel Merckx, 4 pts.     |
| Second    | Thomas Voeckler, 3 pts. |
| Troisième | Marcos Serrano, 2 pts.  |
| Quatrième | Xabier Zandio, 1 pts.   |

Côte de la Croix Neuve Catégorie 2 (187,5 km)
| Premier   | Marcos Serrano, 20 pts.    |
| Second    | Axel Merckx, 18 pts.       |
| Troisième | Cédric Vasseur, 16 pts.    |
| Quatrième | Franco Pellizotti, 14 pts. |
| Cinquième | Xabier Zandio, 12 pts.     |
| Sixième   | Thomas Voeckler, 10 pts.   |